# 20. gorska armada (Wehrmacht)
Za druge 20. armade glejte 20. armada.
20. gorska armada (izvirno nemško 20. Gebirgs-Armee) je bila gorska armada v sestavi Heera (Wehrmacht) med drugo svetovno vojno.

## Zgodovina
20. gorska armada je bila uradno ustanovljena 22. junija 1942 s preimenovanjem AOK Lappland, ki je bila ustanovljena 14. januarja istega leta. Celotno vojno je armada preživela na Norveškem in na Finskem.

## Organizacija

### Stalne enote
- štab
- Armee-Nachrichten-Regiment 550
- Korück 525
- Kommandeur der Armee-Nachschub-Truppen 463
- Maschinen-Gewehr-Bataillon 4
- Maschinen-Gewehr-Bataillon 13
- Maschinen-Gewehr-Bataillon 14
- Sturmboot-Kommando 901
- Gebirgs-Träger-Bataillon 57
- Feldpostamt 537
- Höherer Kommandeur der Heeres-Küsten-Artillerie

### Dodeljene enote
Junij 1942
- Gorski korpus Norveška
- XXXVI. Armeekorps
- III. (finski) korpus

Avgust 1942
- Gorski korpus Norveška
- XXXVI. Armeekorps
- XVIII. Armeekorps

December 1942
- XIX. Armeekorps
- XXXVI. Armeekorps
- XVIII. Armeekorps

December 1944
- XIX. Armeekorps
- XXXVI. Armeekorps
- XVIII. Armeekorps
- LXXI. Armeekorps

Februar 1945
- LXX Armeekorps
- XXXIII. Armeekorps
- XIX. Armeekorps
- LXXI. Armeekorps
- Korpus za posebne namene

April 1945
- LXX Armeekorps
- XXXIII. Armeekorps
- XIX. Armeekorps
- LXXI. Armeekorps
- XXXVI. Armeekorps

## Poveljstvo
Poveljnik
- Generalpolkovnik Eduard Dietl (15. januar 1942 - 23. junij 1944)
- Generalpolkovnik Lothar Rendulic (25. junij 1944 - 15. januar 1945)
- General gorskih enot Franz Boehme (18. januar 1945 - 8. maj 1945)